# Charis lasciva
Charis lasciva är en fjärilsart som beskrevs av Hans Ferdinand Emil Julius Stichel 1911. Charis lasciva ingår i släktet Charis och familjen Riodinidae. Inga underarter finns listade i Catalogue of Life.